# Eckermann-Buchhandlung

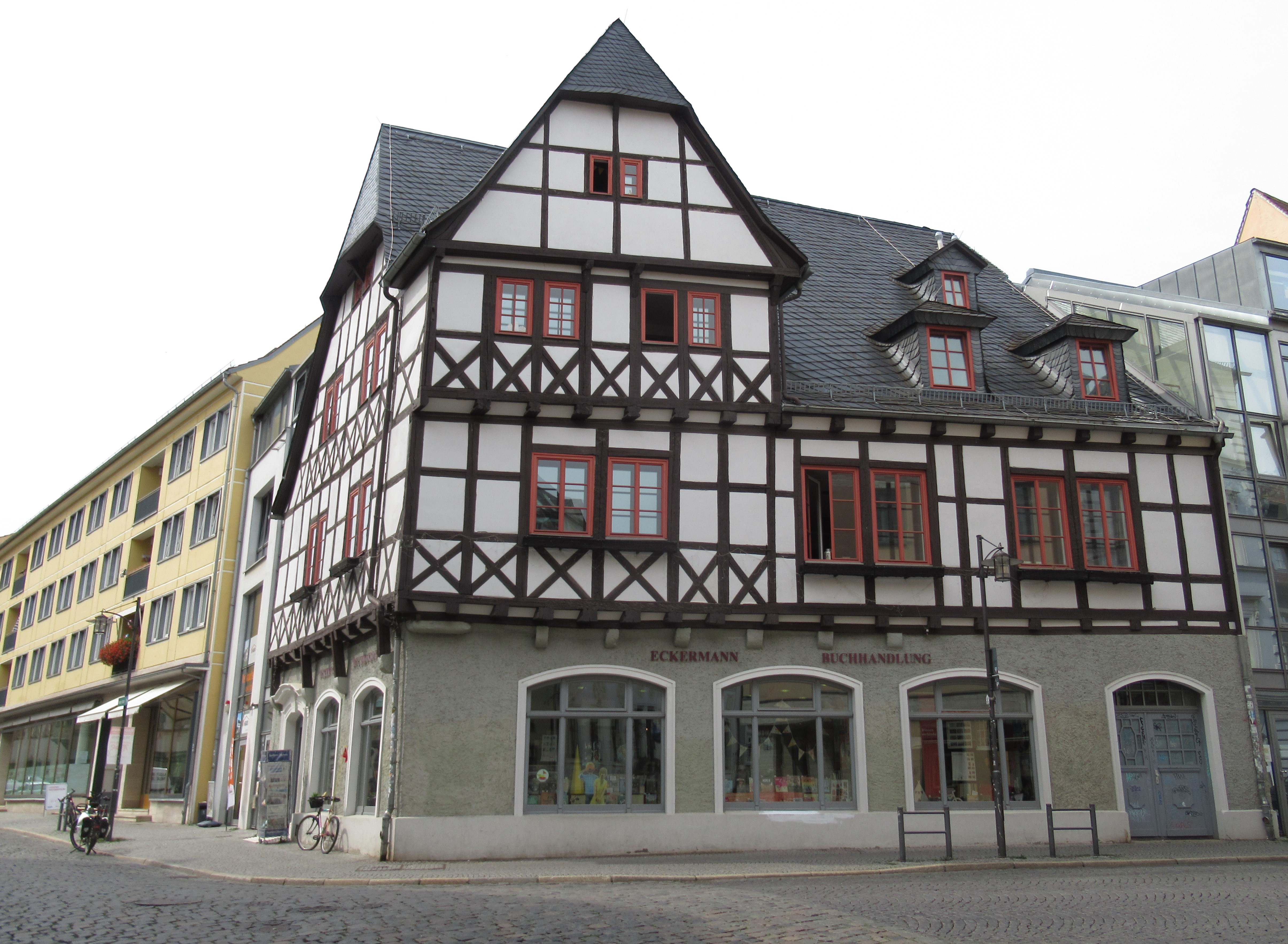
Eckermann-Buchhandlung in Weimar

Die Eckermann-Buchhandlung, Marktstraße 2 / Ecke Kaufstraße in Weimar, ist ein vor 1542 errichtetes Fachwerkhaus. Zumindest ist es in den Weimarer Steuerlisten ab 1542 zu finden.
Das Fachwerkhaus steht wie die gesamte Straße unter Denkmalschutz. Das Fachwerk wurde 1955 freigelegt, nachdem es im 17. Jahrhundert infolge baupolizeilicher Auflagen unter Putz gelegt worden war. Um 1840 war es Wohnhaus Johann Peter Eckermanns. woher der Name der darin befindlichen Buchhandlung rührt. Es war auch sein letztes. Gestorben aber ist er im Haus Steubenstraße 3/5. Es trug den Namen „Löschhaus“ nach dem Kaufmann Wilhelm Lösch, der ab 1919 dort ein Geschäft hatte.
Seit 2004 hat in diesem Haus die Eckermann-Buchhandlung ihren Sitz. mit der Rechtsform „Eckermann“-Buchhandlung GmbH & Co. KG. Das Unternehmen wird beim Amtsgericht 07745 Jena unter der Handelsregister-Nummer HRA 102981 geführt.
Die Eckermann-Buchhandlung in Weimar ist Mitglied im Thüringer Literaturrat. In dem Gebäude hat die Literarische Gesellschaft Thüringen ihren Sitz.